# Karl Joseph von Lederer
Freiherr Karl Joseph von Lederer (* 28. Februar 1800; † 13. Januar 1868 in Preßburg) war ein k.k. Feldmarschall-Lieutenant und zuletzt Festungskommandant von Arad. Er war auch Ehrenbürger von Arad.

## Herkunft
Seine Eltern waren Hofrat Freiherr Joseph Paul Gottlob von Lederer (* 20. Februar 1771; † 31.  März 1812 in Preßburg) und dessen Ehefrau Gräfin Antonia Hadik von Futak (* 26. Januar 1760; † 1827).

## Leben
Lederer ging in kaiserlicher Dienste und war im Jahr 1836 Major im Husaren-Regiment Nr. 2, von dort kam er 1839 als Oberstleutnant in das Husaren-Regiment Nr. 6 und wurde dann 1841 Oberst und Regimentskommandeur im Ulanen-Regiment Nr. 2. 1848 wurde er Generalmajor und Brigadier in Ungarn.
Im Jahr 1849 wurde er zum Feldmarschall-Lieutenant befördert und als Divisionär nach Kascha versetzt. Bereits im Jahr 1850 kam er als Divisionskommandant in das 10. Armeekorps nach Debreczin, wurde aber schon am 31. März 1851 zum Divisions- und Militär-Districtskommandanten ernannt. Im Jahr 1854 wurde er dann als Divisionär zum 4. Armeecorps nach Lemberg versetzt. Dazu wurde er 1855 zweiter Inhaber des 10. Husaren-Regiments König Friedrich Wilhelm von Preußen. Im Jahre 1858 kam er als Adlatus zum Kommandeur des 9. Armeekorps. Im Jahr 1860 wurde er dann Festungskommandant in Arad und 1861 auch erster Inhaber des 10. Husaren-Regiments.
Nach seiner Pensionierung zog es sich nach Preßburg zurück.
Er war Träger mehrere Orden:
- Militärverdienstkreuz mit Kriegsdekoration
- russischer Sankt-Stanislaus-Orden 1. Klasse
- Sizilianischer St. Georgs-Orden
- Dienstzeichen 1. Klasse

## Familie
Lederer heiratete am 2. Mai 1799  Amalia Tisza de Boros-Jenö (* 14. Mai 1804; † 6. November 1890). Das Paar hatte mehrere Kinder:
- Ladislaus (* 16. Januar 1833),  Rittmeister im 11. Husaren-Regiment
- Karl Ludwig (* 5. September 1837; † 28. Juli 1915), General der Kavallerie ⚭ Gräfin Franciska Mária Szécsen de Temerin (* 24. Oktober 1854; † 16. Februar 1931)[1]
- Karoline (* 26. Dezember 1835), Stiftsdame in Brünn